# Stazione di Bayonne
La stazione di Bayonne (in francese Gare de Bayonne) è la principale stazione ferroviaria di Bayonne, Francia.